# مارسيل داسو
مارسيل داسو (بالفرنسية: Marcel Dassault) (22 يناير 1892 - 17 أبريل 1986) كان رجل أعمال ومصنع طائرات فرنسي. ولد مارسيل بلوخ المعروف باسم مارسيل داسو مؤسس شركة طيران داسو الفرنسية في باريس لعائلة يهودية.
خلال الحرب العالمية الأولى قام مارسيل عام 1917 بتطوير مروحة لصالح القوات الجوية الفرنسية. أسس عام 1928 شركة الطيران الفرنسية مؤسسة الطيران مارسيل بلوك وهو الاسم الذي ولد به، في عام 1949 غيّر اسمه من بلوك إلى داسو. كان اسم داسو هو الاسم المستعار لأخوه الجنرال داريوس بول بلوك الذي كان في المقاومة الفرنسية. قام مارسيل أيضا بتطوير الطائرات المقاتلة المستير والميراج. في عام 1950 تحول داسو من الديانة اليهودية إلى الديانة المسيحية على المذهب الكاثوليكي.
ترأّس شركة مارسيل-بريغيت للطيران التي كانت توظف 16,000 إلى غاية وفاته عام 1986 في نويلي سور سين بفرنسا. كان مارسيل رئيس الجمعية الوطنية الفرنسية، ووالد الناشر والسياسي وثاني أغنى شخص في فرنسا سيرغ داسو.

## روابط خارجية
- مارسيل داسو على موقع IMDb (الإنجليزية)
- مارسيل داسو على موقع الموسوعة البريطانية (الإنجليزية)
- مارسيل داسو على موقع مونزينجر (الألمانية)
- مارسيل داسو على موقع ألو سيني (الفرنسية)
- مارسيل داسو على موقع أول موفي (الإنجليزية)
- مارسيل داسو على موقع قاعدة بيانات الفيلم (الإنجليزية)
- مارسيل داسو على موقع كينوبويسك (الروسية)